# Hell to Eternity
Hell to Eternity is een Amerikaanse oorlogsfilm uit 1960 onder regie van Phil Karlson. Destijds werd de film in Nederland uitgebracht onder de titel De hel van Saipan.

## Verhaal
De marinier Guy Gabaldon werd opgevoed door een Japans-Amerikaanse familie. Tijdens de Tweede Wereldoorlog wordt hij gevangengenomen op het eiland Saipan. Na de zelfmoord van hun generaal wil hij de Japanse soldaten er overtuigen om zich over te geven.

## Rolverdeling
| Acteur          | Personage            |
| --------------- | -------------------- |
| Jeffrey Hunter  | Guy Gabaldon         |
| David Janssen   | Sergeant Bill Hazen  |
| Vic Damone      | Korporaal Pete Lewis |
| Patricia Owens  | Sheila Lincoln       |
| Richard Eyer    | Guy (als kind)       |
| John Larch      | Kapitein Schwabe     |
| Bill Williams   | Leonard              |
| Michi Kobi      | Sono                 |
| George Shibata  | Kaz Une              |
| Reiko Sato      | Famika               |
| Richard Gardner | Polaski              |
| Bob Okazaki     | Papa Une             |
| George Matsui   | George (als kind)    |
| Nicky Blair     | Martini              |
| George Takei    | George Une           |